# Members of Mayday
Members of Mayday – otwarty zespół muzyczny zrzeszający muzyków tworzących utwory na potrzeby i związane wyłącznie z festiwalem Mayday, wydając w wytwórni Low-Spirit Records.
Pierwotnie duet muzyczny: WestBam i Klaus Jankuhn. Pod nazwą Members of Mayday ukazały się nie tylko pojedyncze utwory, ale również całe kompilacje. Members of Mayday tworzyli muzykę electro house i rzadziej techno. Imprezy Mayday miały miejsce w kilku krajach Europy, rodzimych Niemczech, Belgii, Grecji, Polsce, Rosji oraz na Węgrzech. Zespół został rozwiązany w 2013 roku.

## Dyskografia

### Albumy studyjne i kompilacje
- 1995 Members Only[7]
- 2001 Anthems Of The Decade 1991 - 2001[7]
- 2002 Westbam's Mayday Hymn[8]
- 2009 All In One[9]
- 2010 Live Set Dortmund 2010[7]
- 2011 Liveset 2011[7]

### Single
| Rok  | Nazwa singla                                 | Najwyższa pozycja w notowaniu | Najwyższa pozycja w notowaniu | Najwyższa pozycja w notowaniu | Najwyższa pozycja w notowaniu | Najwyższa pozycja w notowaniu | Najwyższa pozycja w notowaniu | Najwyższa pozycja w notowaniu | Najwyższa pozycja w notowaniu | Najwyższa pozycja w notowaniu |
| Rok  | Nazwa singla                                 | AUT                           | BEL                           | FIN                           | FRA                           | GER                           | NED                           | SUI                           | SWE                           | UK                            |
| ---- | -------------------------------------------- | ----------------------------- | ----------------------------- | ----------------------------- | ----------------------------- | ----------------------------- | ----------------------------- | ----------------------------- | ----------------------------- | ----------------------------- |
| 1992 | "The MAYDAY Anthem" (jako WestBam)           | —                             | 19                            | —                             | —                             | —                             | 31                            | —                             | —                             | —                             |
| 1992 | "Forward Ever Backward Never" (jako WestBam) | —                             | —                             | —                             | —                             | —                             | —                             | —                             | —                             | —                             |
| 1993 | "Judgement Day"                              | —                             | —                             | —                             | —                             | —                             | —                             | —                             | —                             | —                             |
| 1993 | "Religion"                                   | —                             | —                             | —                             | —                             | 38                            | —                             | —                             | —                             | —                             |
| 1994 | "Rave Olympia (Enter The Arena)"             | —                             | 29                            | —                             | —                             | 27                            | —                             | —                             | 14                            | —                             |
| 1994 | "We Are Different"                           | —                             | —                             | 2                             | —                             | 13                            | 48                            | 35                            | 19                            | —                             |
| 1995 | "The Bells of Reformation"                   | —                             | —                             | —                             | —                             | 17                            | —                             | 35                            | 35                            | —                             |
| 1995 | "Great"                                      | —                             | —                             | 13                            | —                             | 49                            | —                             | —                             | 58                            | —                             |
| 1996 | "The Day X"                                  | —                             | —                             | 13                            | —                             | 47                            | —                             | —                             | —                             | —                             |
| 1996 | "Live from Mars" (as Members from Mars)      | —                             | —                             | —                             | —                             | —                             | —                             | —                             | —                             | —                             |
| 1997 | "Sonic Empire"                               | 15                            | —                             | —                             | —                             | 1                             | 44                            | 7                             | —                             | 59                            |
| 1997 | "Live at the Sonic Empire"                   | —                             | —                             | —                             | 69                            | —                             | —                             | —                             | —                             | —                             |
| 1998 | "Save the Robots"                            | —                             | —                             | —                             | —                             | 38                            | —                             | —                             | —                             | —                             |
| 1999 | "Soundtropolis"                              | —                             | —                             | —                             | —                             | 14                            | —                             | —                             | —                             | —                             |
| 2000 | "Datapop"                                    | —                             | —                             | —                             | —                             | 42                            | —                             | 99                            | —                             | —                             |
| 2001 | "10IN01"                                     | —                             | 58                            | —                             | —                             | 16                            | —                             | 98                            | —                             | 31                            |
| 2002 | "Culture Flash"                              | —                             | —                             | —                             | —                             | 13                            | —                             | —                             | —                             | —                             |
| 2003 | "Troopa of Tomorrow"                         | —                             | —                             | —                             | —                             | 53                            | —                             | —                             | —                             | —                             |
| 2004 | "Team X-Treme"                               | —                             | —                             | —                             | —                             | 56                            | —                             | —                             | —                             | —                             |
| 2005 | "Prototypes"                                 | —                             | —                             | —                             | —                             | 52                            | —                             | —                             | —                             | —                             |
| 2006 | "Worldclub"                                  | —                             | —                             | —                             | —                             | 75                            | —                             | —                             | —                             | —                             |
| 2007 | "New Euphoria"                               | —                             | —                             | —                             | —                             | 81                            | —                             | —                             | —                             | —                             |
| 2008 | "Reflect Yourself"                           | —                             | —                             | —                             | —                             | —                             | —                             | —                             | —                             | —                             |
| 2009 | "Massive Moments"                            | —                             | —                             | —                             | —                             | —                             | —                             | —                             | —                             | —                             |
| 2010 | "Make My Day"                                | —                             | —                             | —                             | —                             | —                             | —                             | —                             | —                             | —                             |
| 2011 | "Ravemobil"                                  | —                             | —                             | —                             | —                             | —                             | —                             | —                             | —                             | —                             |
| 2012 | "The Perfect Machine"                        | —                             | —                             | —                             | —                             | —                             | —                             | —                             | —                             | —                             |
| 2013 | "Never Stop"                                 | —                             | —                             | —                             | —                             | —                             | —                             | —                             | —                             | —                             |